# Нилоти
Нилотите са група местни народи в Източна Африка, произхождащи от североизточна Африка в района на река Нил. Включва групи като динка, календжин, луо, масаи, нуер, хима, туркана и тутси. Днес нилотските народи обитават предимно Судан, Кения, Уганда, Сомалия, Египет, Етиопия, Еритрея и Чад.

## Произход
Традиционната етнографска литература твърди, че членовете на тази група произлизат от хамитски и семитски корени. Съвременни генетични изследвания показват, обаче, че те са останки от много старо африканско население, далечно свързано с койсан. Според Underhill et al. (2000), при суданците се установява много виско присъствие на Y-хаплогрупата A (42,5%), най-старата човешка мъжка линия, която се отделя от останалата част на човечеството преди над 100 000 години. По-конкретно, техният A-подклас (A3b2) е специфичен за Източна Африка и показва, че прадедите на нилотите се отделят от прадедите на койсанските народи много отдавна. Други Y-линии показват примеси на афроазиатски (кушитски) населения (17,5% E3b1), пигмеи (15% B), банту, носители на други E-подкласове и семити (останалите ок. 25%).